# Aurelio González
Aurelio Gonzalez (Luque, 25. rujna 1905. – 9. srpnja 1997.) bio je paragvajski nogometaš.
González je jedan od najvećih paragvajskih nogometaša, mnogi ga smatraju drugim najboljim igračem iza Arsenija Erica. Karijeru je započeo u Sportivo Luqueño, a zatim se preselio u Olimpiju iz Asuncióna gdje je proveo ostatak svoje karijere osvojivši nekoliko prvenstava. S Olimpijom je osvojio tri uzastopna nacionalna prvenstva 1927., 1928. i 1929. godine.
Ranih 1930-ih on je odbio milijunsku ponudu od argentinskog kluba San Lorenzo de Almagro kako bi se mogao boriti za svoju državu, Paragvaj, u ratu za Chaco. On je također bio važan igrač reprezentacije Paragvaja za koju je postigao nekoliko golova 1920-ih i 1930-ih, te je sudjelovao na Svjetskom prvenstvu 1930. godine.
Kao trener, on je vodio Olimpiju Asunción na brojnim natjecanjima. S ovim klubom došao je 1960. godine do finala Copa Libertadores. Također je vodio paragvajsku reprezentaciju na Svjetskom prvenstvu 1958. godine